# San Giorgio (Lagosta)
San Giorgio, Priesslap, Presciach, Prespa o Presba (in croato Prežba) è un'isola della Croazia nel mare Adriatico, che fa parte dell'arcipelago di Lagosta. Amministrativamente appartiene al comune della città di Lagosta, nella regione raguseo-narentana.
Situata a nord-ovest di Lagosta, è collegata ad essa da un ponte che mette in comunicazione i rispettivi villaggi di Piedilenga (Podlenga) e Passador (Pasadur). L'isola non è abitata stabilmente. Nella valle San Giorgio (Jurieva luka), al centro dell'isola, si trova la chiesa omonima (Sv. Jurje Pasadur).

## Geografia
San Giorgio ha una costa frastagliata con molte insenature lunga 14,23 km e ha una superficie di 2,81 km²; il punto più alto è di 164 m s.l.m. (Jurjev vrh). Il suo punto di connessione con Lagosta crea due insenature: Porto Lago Piccolo (uvala Malo lago), rivolta verso nord, e Porto Lago Grande (uvala Veljo lago), che si apre a sud, all'interno della quale si trova la valle San Giorgio. Ad ovest uno stretto canale (detto Mali Brod) la separata da Marchiara. Sulla punta meridionale di San Giorgio (Kremene) c'è un faro di segnalazione.

### Isole adiacenti
- Maslegna[5], Mastegna[3], veli Maslovgnak[6] (Maslovnjak o Maslinjak Veliki), detto anche Lucovaz[7][12], piccolo isolotto a nord-est di San Giorgio, a 180 m da punta Duchessa[6] che divide le due insenature Duvna e Borova, all'ingresso di Porto Lago Piccolo, e a nord-ovest di Lagosta, 280 m[2] circa da punta Pricodiscia[5][12] (rt Žrvanj); l'isolotto, lungo circa 250 m[2] e alto 36 m[2], ha un'area di 0,0275 km²[9] e la costa lunga 324 m[9] 42°46′43″N 16°49′47″E.
- Mascovignach[12] o mali Maslovgnak[6] (Maslovnjak o Maslinjak Mali), piccolo isolotto, lungo circa 120 m[2], ha una superficie di 7329 m²[9], la costa lunga 722 m[9] ed è alto 21 m[2]; è situato a nord-est di San Giorgio, nella baia Duvna, 130 m a ovest di punta Duchessa  42°46′36″N 16°49′24″E.

Lungo una linea nord-est da mali Maslovgnak si trovano tre scogli:
- scogli Klib[6]: 
  - Mali Hljeb, a circa 70 m di distanza; ha un'area di 454 m²[9] 42°46′40″N 16°49′28″E.
  - Veli Hljeb a circa 240 m di distanza; ha un'area di 575 m²[9] 42°46′45″N 16°49′32″E.
- scoglio Carlovisihiatovari[6] (Karlovića/Tovari[9]) a circa 320 m da Mascovignach e 110 m a nord-ovest di Maslegna; ha un'area di 369 m²[9] 42°46′46″N 16°49′36″E.
- San Raffaele[3][13] (Sv. Rafael) o Macaraz[6] (Makarac), piccolo isolotto tra Lagosta e San Giorgio, al centro di Porto Lago Piccolo, a sud del ponte che collega le due isole; di forma triangolare, ha un'area di 0,019 km²[1] e la costa lunga 0,58 km[1]. Sulla costa settentrionale si trovano le rovine della chiesa di San Raffaele[14]. 42°45′37″N 16°49′12″E.
- Velaseni[3] Vlasnizzi[5], Ulasseni[15], Ulasgnich[7][8] o Vlasenik[6] (Vlašnik), isolotto a sud-ovest di San Giorgio, di fronte a Valle Letischia[6] (Velika e Mala Letišća); di forma vagamente rettangolare, è lungo circa 500 m e largo 300[2], con un'area di 0,127 km²[1] e la costa lunga 1,52 km[1] 42°45′20″N 16°48′02″E.
- Bratina[3], Bratino[16], Bratiotok[6] o Bratinotoch[7][8] (Bratin), isolotto 490 m[2] a sud di Velaseni e 780 m[2] a ovest del promontorio occidentale di Lagosta che termina nelle due punte: San Pietro Nord[17] o Zaglav[6] (rt Cuf) e Baske Stiene[6] o Buschirat[7][8] (rt Baški). Ha un'area di 0,175 km², la costa lunga 1,95 km[1] e un'altezza di 85,5 m[2] 42°44′54″N 16°47′52″E.
- Marchiara (Mrčara), ad ovest di San Giorgio.

### Cartografia
- (HR) Mappa topografica della Croazia 1:25000, su preglednik.arkod.hr. URL consultato il 21 febbraio 2017.
- G. Giani, Carta prospettiva delle Comuni censuarie della Dalmazia, foglio 11, 1839. Fondo Miscellanea cartografica catastale, Archivio di Stato di Trieste.
- Carta di cabottaggio del mare Adriatico, foglio XI, Milano, Istituto geografico militare, 1822-1824. URL consultato il 16 febbraio 2017 (archiviato dall'url originale il 13 aprile 2013).